# 이즈미 하루
이즈미 하루(일본어: 泉 はる, 1996년 7월 17일 ~ )는 일본의 모델, 배우이다.